# Aporosa elmeri
Aporosa elmeri är en emblikaväxtart som beskrevs av Elmer Drew Merrill. Aporosa elmeri ingår i släktet Aporosa och familjen emblikaväxter. Inga underarter finns listade i Catalogue of Life.